# 蝶奇非鯽
蝶奇非鯽，為輻鰭魚綱鱸形目隆頭魚亞目慈鯛科的其中一種，分布於非洲中部坦干依喀湖，為特有種，體長可達7.8公分，棲息在底層水域，生活習性不明，可作為觀賞魚。

## 擴展閱讀
維基物種上的相關：蝶奇非鯽